# Turandot (film 1974)
Turandot è un film d'animazione del 1974, diretto da  Giulio Gianini ed Emanuele Luzzati, basato sulla favola omonima di Carlo Gozzi, da cui fu tratta una celebre opera lirica musicata da Giacomo Puccini.

## Trama
La principessa cinese Turandot rifiuta tutti i suoi pretendenti, facendo disperare suo padre l'imperatore, che teme così di restare senza discendenza. Per rincuorarlo, si dice disposta a sposare chi, dopo aver raggiunto il suo castello sui Monti Neri, riuscirà a risolvere tre indovinelli. L'imperatore manda perciò dei messaggeri a convocare principi e sovrani dei reami d'Occidente, d'Africa e d'Oriente. Quando però questi giungono al castello di Turandot, i pretendenti europei diventano di sasso, quelli africani si trasformano in alberi e quelli orientali in animali.
L'alterigia e la crudeltà di Turandot diventano proverbiali e sono narrati per ogni dove dai cantastorie. Uno di questi trova, tra le rovine di una città, il principe Calaf, figlio del re, che era riuscito a sopravvivere alla distruzione. Dopo aver riascoltato la storia di Turandot, Calaf decide di tentare la sorte. Riesce ad evitare le trasformazioni capitate agli altri pretendenti, ma il suo cavallo finisce col tramutarsi in una grande pianta, grazie alla quale riesce a raggiungere gli spalti del castello; quindi gli vengono posti i tre indovinelli, che riesce a risolvere. Finalmente gli appare Turandot, e Calaf le chiede di abbandonare il castello e di sciogliere gli incantesimi quali condizioni per diventare sua sposa; la principessa prima nicchia poi accetta, e si dirige con Calaf verso il regno di lui per farlo rifiorire. I pretendenti così liberati seguono Calaf e Turandot per aiutarli a ricostruire la capitale devastata.

## Doppiaggio
La narratrice e i personaggi sono interpretati da attori della compagnia "Gruppo delle rocce", non altrimenti accreditati.